# Sender San Silvestro
Der Sender San Silvestro ist ein Grundnetzsender der RAI und steht auf dem Colle San Silvestro nahe der Großstadt Pescara. 
Die Sendeanlage befindet sich etwa 3 Kilometer vom Stadtgebiet entfernt und versorgt große Teile der Abruzzen, einschließlich Vasto und San Salvo.

## Geographie
Die Sendeanlage befindet sich auf einem 135 m hohen Hügel zwischen dem Stadtteil San Silvestro und Francavilla. Abgestrahlt werden die jeweiligen Programme von einem Sendeturm der RAI, sowie zwei weiteren privaten Sendetürmen, welche von Mediaset, Wind und Vodafone gemeinsam genutzt werden. 
Ein weiterer Sendeturm befindet sich etwa 1 km südwestlich in der Contrada Casone.

## Reichweite
Durch seine exponierte Lage sind die abgestrahlten Programme in großen Teilen der Region Abruzzen zu empfangen. 
Nach Westen hin wird die Reichweite durch das Maiella-Massiv stark eingedämmt.

## Programme

### Radio (UKW)
| Kanal (MHz) | Programm               | RDS (PS) | RDS (PI) | Region  | ERP (kW) | Pol |
| ----------- | ---------------------- | -------- | -------- | ------- | -------- | --- |
| 87,60       | Radio Speranza         | SPERANZA | 5000     | –       | 13       | V   |
| 88,30       | Virgin Radio           | VIRGIN   | 5241     | –       | 0,08     | V   |
| 89,20       | Rai Radio 1            | RAI      | 5201     | Abruzzo | 130      | H   |
| 89,50       | Balla Radio            | BALLA    | 51FF     | –       | 2        | V   |
| 89,90       | Radio Italia SMI       | R.ITALIA | 5220     | –       | 13       | V   |
| 90,70       | Radio 101              | R101     | 5215     | –       | 2        | V   |
| 91,00       | Radio Dimensione Suono | * RDS *  | 5264     | –       | 25       | V   |
| 91,40       | Radio California       | CALIFRNA | 5985     | –       | 20       | V   |
| 91,90       | Radio Parsifal         | PARSIFAL | 5380     | –       | 32       | V   |
| 92,80       | Radio Studio 5         | STUDIO 5 | 533D     | –       | 2        | V   |
| 93,70       | Radio C1               | RADIO C1 | 541C     | –       | 79       | V   |
| 94,10       | Radio Monte Carlo      | RMC      | 5213     | –       | 0,6      | V   |

### Radio (DAB+)
| Kanal (Band) | Multiplex       | Programme | ERP (kW) | Pol |
| ------------ | --------------- | --- | -------- | --- |
| 12A          | #EURODAB Italia | - BBC World Service - Radio Freccia - Radio Italia SMI - Radio Kisskiss - Radio Padania - Radio Montecarlo - RTL 102,5 - Radio Subasio - Virgin Radio | 3,2      | V   |
| 12C          | *DAB Italia*    | - Radio 105 - Radio Deejay - Radio 24 - Radio M2O - Radio Maria - Radio Radicale                                                                      | 1,6      | H   |